# Distretto di Mandya
Il distretto di Mandya è un distretto del Karnataka, in India, di 1 761 718 abitanti. È situato nella divisione di Mysore e il suo capoluogo è Mandya.